# Hind's Hall
«Hind's Hall» es una canción de protesta del rapero estadounidense Macklemore, lanzada como sencillo el 6 de mayo de 2024 en apoyo a las protestas estudiantiles propalestinas en los campus universitarios estadounidenses que exigen la desinversión de Israel y un alto el fuego en la guerra de Gaza.
El título de la canción hace referencia a la Hamilton Hall de la Universidad de Columbia, renombrada, precisamente, Hind's Hall por parte de los activistas en honor a Hind Rajab, una niña de seis años de Gaza asesinada por las Fuerzas de Defensa de Israel. En la canción, Macklemore critica la financiación de Estados Unidos a Israel y describe la ocupación israelí de los territorios palestinos como apartheid. Además, anunció su oposición a la industria musical por su silencio sobre el tema y al presidente Joe Biden por su apoyo al gobierno y al ejército israelíes.

## Antecedentes
En 2024, se produjeron numerosas protestas a favor de Palestina en campus universitarios de todo el mundo, en particular en Estados Unidos, en las que los manifestantes pidieron a sus universidades que cortaran vínculos con entidades israelíes debido a las acciones de Israel en la guerra en Gaza. Posteriormente la policía estadounidense asaltó los campamentos de manifestantes y arrestó a más de 2300 estudiantes, muchos de los cuales fueron expulsados y se les prohibió la entrada en el campus.
Las protestas en la Universidad de Columbia han sido las más destacadas. En Columbia, los activistas ocuparon Hamilton Hall y rebautizaron el edificio como «Hind's Hall» en honor a Hind Rajab, una niña palestina de seis años asesinada por las fuerzas israelíes en la ciudad de Gaza junto con sus familiares y paramédicos que acudieron a rescatarla. El 30 de abril de 2024, la policía de Nueva York sitió Hamilton Hall y arrestó a los manifestantes que encontraron en el interior.

## Composición y letras
La canción fue compuesta y producida por Macklemore y contiene un sample de la pieza «Ana La Habibi» de la cantante libanesa Fairuz.
En la letra, Macklemore critica la financiación de Israel por parte de Estados Unidos, equiparando la ocupación de los territorios palestinos a una forma de apartheid, también critica la aceptación por parte de los políticos estadounidenses de recursos financieros de grupos de presión pro israelíes como Cristianos Unidos por Israel (CUFI) y el American Israel Public Affairs Committee (AIPAC) y acusa a Israel de llevar a cabo un genocidio. Hace referencia también a la Nakba y a la matanza de hombres, mujeres y niños palestinos en la Franja de Gaza. Además, el rapero denuncia a la industria musical por su silencio sobre el tema y al presidente Joe Biden por su complicidad con el gobierno y el ejército israelíes en el asesinato en masa de civiles palestinos, declarando que no lo votará en las presidenciales de 2024 y afirmó que el presidente «tiene las manos manchadas de sangre».
La canción también denuncia la prohibición de TikTok por parte del Congreso estadounidense tachándola de censura, el supremacismo blanco evidente en las decisiones políticas y policiales y la conflación maliciosa del antisemitismo con el antisionismo.
En el texto de la pieza el rapero hace referencia al título de la canción «Fuck tha Police», publicada en 1988 por el  grupo de hip hop NWA.

## Estreno
El sencillo ha sido lanzado en las redes sociales el 6 de mayo de 2024, con el anuncio por parte de Macklemore que, una vez que la canción estuviera disponible en los servicios de streaming, todas las ganancias se donarían a la Agencia de Naciones Unidas para los Refugiados de Palestina en Oriente Próximo (UNRWA).  El músico interpretó la canción en vivo por primera vez el 9 de mayo de 2024 en un concierto en Nueva Zelanda, declarando que: «Estoy aquí hoy y todos los días por el resto de mi vida en solidaridad con el pueblo de Palestina, con el corazón abierto, creyendo que nuestra liberación colectiva está en juego, que todos merecemos libertad en esta vida nuestra». El 10 de mayo de 2024 la canción se lanzó a la mayoría de las plataformas de streaming incluyendo Spotify, Apple Music y Amazon Music.
El videoclip de la canción incluye una foto de un edificio universitario pintado con la frase «Free Palastine [sic]». Algunos usuarios de Internet creyeron erróneamente que la foto fue tomada en la Universidad de Columbia y la utilizaron para criticar a los manifestantes. La foto fue tomada en el Tabaret Hall de la Universidad de Ottawa en Canadá.
El 21 de septiembre de 2024, Macklemore lanzó una nueva versión de la canción titulada Hind's Hall 2, con la participación de los artistas palestinos y palestino-estadounidenses Anees, MC Abdul, Amer Zahr, el coro infantil palestino de Los Ángeles, el coro juvenil de góspel Lifted! y Tiffany Wilson. En la canción, apoyó al Movimiento Nacional No Comprometido y advirtió a la candidata presidencial Kamala Harris que perdería el estado de Míchigan en las elecciones presidenciales de Estados Unidos de 2024 a menos que apoyara un embargo de armas a Israel. Todas las ganancias de esta versión se donarán a UNRWA.
Interpretó la canción en el Palestine Will Live Forever Festival en el Anfiteatro Seward Park en Seattle el 21 de septiembre de 2024.

## Recepción
Según la revista Time, Hind's Hall representa la última incorporación al catálogo de canciones de protesta estadounidenses que incluye «Strange Fruit» de Billie Holiday y «Ohio» de Crosby, Stills y Nash & Young. El guitarrista Tom Morello de los Rage Against the Machine elogió la canción, tuiteando:

(en inglés) Honestly @macklemore’s “Hind’s Hall” is the most rage Against The Machine song since Rage Against The Machine.
Honestamente, Hind's Hall de Macklemore es la canción más Rage Against The Machine desde Rage Against The Machine.

Jill Stein, candidata del Partido Verde a las presidenciales estadounidenses de 2024, agradeció públicamente a Macklemore por la canción.
La recepción en las redes sociales fue positiva y muchos usuarios elogiaron el uso de su plataforma por parte de Macklemore para protestar. El vídeo musical fue ampliamente compartido en Twitter e Instagram, obteniendo millones de visitas, pero su visualización en YouTube fue restringida por edad, levantando acusaciones de censura y un deseo de limitar el alcance de la canción.
Aja Romano de Vox calificó la canción como «electrizante» debido a su lanzamiento sorpresa; notaron que la posición de Macklemore como artista independiente blanco lo ha ayudado a expresarse libremente sin consecuencias que pongan fin a su carrera, especialmente considerando el tema polémico de la canción.